# Poderosa Afrodita
Poderosa Afrodita (Mighty Aphrodite) es una comedia de Woody Allen que entrelaza situaciones actuales con las de la antigua Grecia, en una película que le valió un premio Óscar a Mira Sorvino como mejor actriz de reparto; estuvo también nominada al Óscar al mejor guion original.

## Argumento
Lenny (Allen) y Amanda (Helena Bonham Carter), cronista deportivo y galerista de arte, respectivamente, son pareja. Cuando deciden adoptar un hijo, se dan cuenta de su gran inteligencia, por lo que Lenny se propone buscar a la madre biológica. Esperando encontrar una dama brillante, se topa con una prostituta de malas maneras, muy boba y distraída (Mira Sorvino). Esto desencadena las situaciones hilarantes a las que el cineasta tiene acostumbrada a su audiencia, fundadas sobre todo en el contraste entre el apocado y bienintencionado Lenny y la desenvuelta y paleta prostituta, Linda Ash, en el fondo destrozada por haber dado a su hijo en adopción y al fin regenerada por su relación con Lenny que 
la ayuda a salir de la prostitución y termina teniendo relaciones en la que Linda queda embarazada y se casa con un piloto de helicópteros quien cree que es su hija. Tiempo después se encuentran por casualidad, Lenny  caminando con  su hijo  adoptivo, que es el hijo biológico que ella dio en adopción. En una cabriola ella le muestra a la bebé sin decirle que Lenny es el padre. Se despiden llevando cada uno el hijo del otro. 
El cineasta hace uso de un coro de teatro griego clásico, que va narrando la "tragedia" del personaje de Lenny. Los diálogos de este coro están cargados de irreverencia; por ejemplo, en una de estas escenas el coro invoca a Zeus, dios de dioses, quien no está y deben dejarle un mensaje en su contestador.

## Reparto
- Woody Allen como Lenny Weinrib
- Helena Bonham Carter como Amanda Sloan Weinrib
- Mira Sorvino como Linda Ash
- Michael Rapaport como Kevin
- F. Murray Abraham como el director del coro griego
- Olympia Dukakis como Jocasta
- David Ogden Stiers como Laius
- Jack Warden como Tiresias
- Danielle Ferland como Casandra
- Peter Weller como Jerry Bender
- Claire Bloom como Mrs. Sloan
- Paul Herman como el amigo de Rick
- Sondra James como voz del coro

## Producción
Dick Hyman se desempeñó como coordinador musical, arreglista y director de orquesta de la película. La banda sonora incluye "Neo Minore" interpretada por Vassilis Tsitsanis, "Horos Tou Sakena" de Stavros Xarchakos, "He encontrado un nuevo bebé" de Wilbur de Paris, "Whispering" de Benny Goodman & His Orchestra, "Manhattan" de Carmen Cavallaro, "When Your Lover Has Gone" de Ambrose & His Orchestra, "L'il Darlin" de Count Basie & His Orchestra, "Take Five" de Dave Brubeck Quartet, "Penthouse Serenade (When We're Alone)" y "No tenía a nadie hasta que tú" de Erroll Garner, "The 'In' Crowd" de Ramsey Lewis y "You Do Something to Me" y "When You're Smiling" del Dick Hyman Chorus & Orchestra. Graciela Daniele coreografió las rutinas de baile.
El coro griego incluye a George de la Peña y Pamela Blair. Tony Sirico y Paul Giamatti hacen breves apariciones en papeles menores.
Las ubicaciones de Manhattan incluyen Bowling Green, Central Park y FAO Schwarz. Se filmaron exteriores adicionales en North Tarrytown y Quogue. Las escenas del coro griego se rodaron en el Teatro Antico de Taormina, en la isla de Sicilia.
Mira Sorvino mencionó en una entrevista de 2011 que eligió la voz de Linda para que fuera alta y grave, ya que "la voz aguda te hace sonar menos dotado intelectualmente, y la parte grave simplemente agrega este tipo de rudeza y estado de ánimo". "Escuela de golpes duros". Cuatro semanas después de iniciada la producción, Allen habló con Sorvino y le preguntó si alguna vez se había planteado usar una voz diferente. Sorvino afirmó que la voz afectó la forma en que se acercaba al personaje y que si cambiaba la voz, el personaje cambiaba. Cuando señaló que habían transcurrido cuatro semanas de película, Allen dijo: "Oh, eso no importa. Tengo escrito en mi presupuesto que puedo volver a filmar toda la película si quiero".
En la vida real Leonard "Lenny" Weinrib era el nombre de un actor, actor de doblaje y escritor estadounidense conocido por interpretar el papel principal en el programa de televisión infantil H.R. Pufnstuf. Murió en 2006.